# Семен Юрійович Олелькович-Слуцький
Семен (Симеон) Юрійович Оле́лькович-Слуцький (? — 1560) — князь на Слуцьку. Представник князівського роду Олельковичів.

## Життєпис
Батько — Юрій Семенович Олелькович, мати — литовська шляхтянка Олена Радзивілл (пом. 1546), дочка канцлера великого литовського Миколи «amor Poloniae» Радзивілла та Єлизавети Сакович.
Разом з братом Юрієм володів Слуцьким та Копильським князівством, а також численними маєтками на українських земель.
Чоловік княжни Гальшки (за Каспером Несецьким, Катерини) Острозької з 1559 року. Їх вінчання відбулось таємно у Львові, де Гальшка переховувалась в монастирі домініканців, через намагання «законного» чоловіка нареченої — Лукаша Гурки — повернути її собі. Під час вінчання був одягнутий в одяг жебрака. Помер, не залишивши нащадків.